# Kreuzerhöhungskathedrale (Genf)

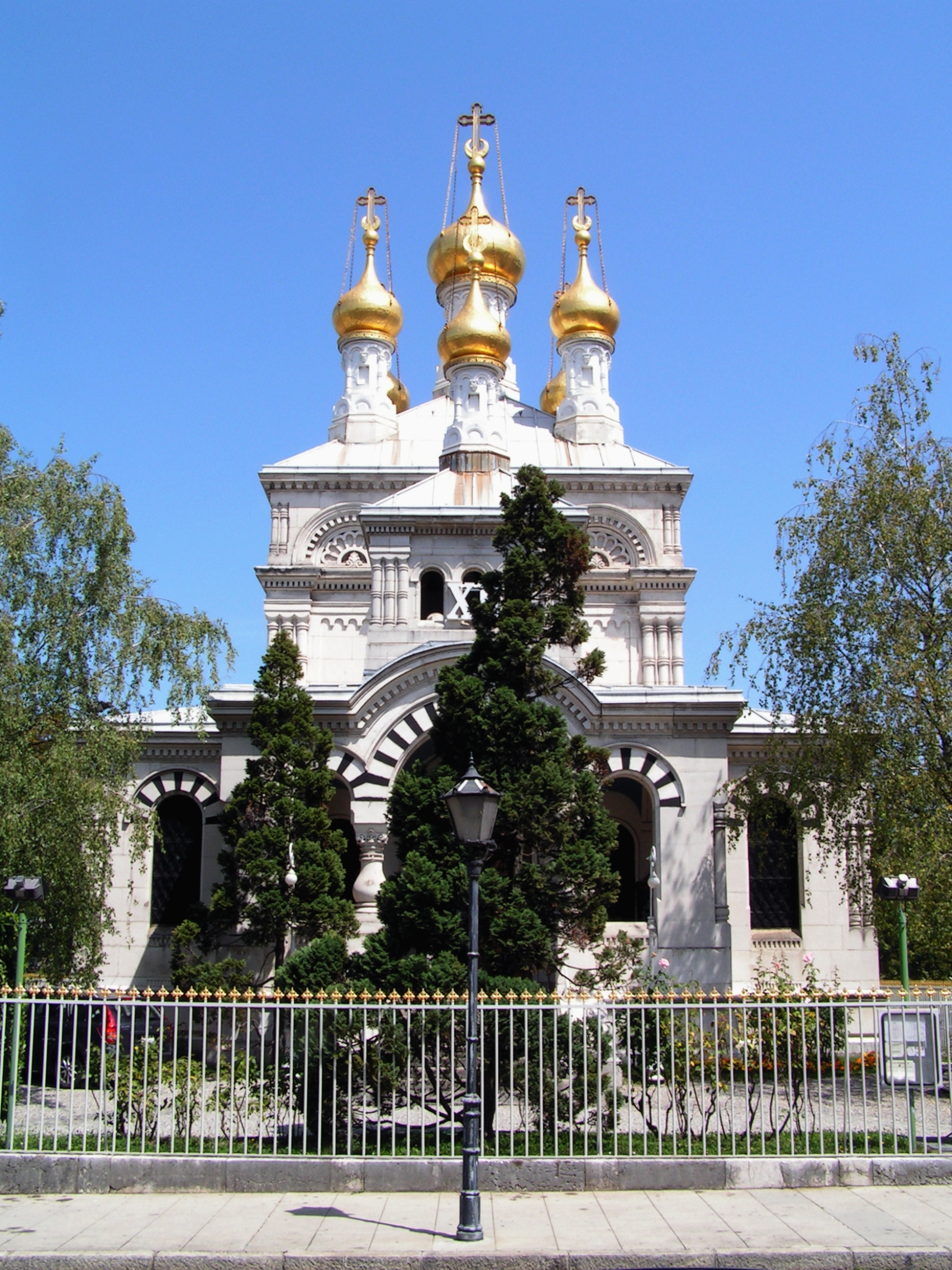

Die Kreuzerhöhungskathedrale (russ. Крестовоздвиженский собор) ist die Kathedrale der Westeuropäischen Eparchie der Russisch-Orthodoxen Kirche im Ausland. Die Kathedrale befindet sich in Genf an der Rue Rodolphe-Toepffer.

## Geschichte

### Erste Kirche
Die Geschichte der Genfer Gemeinde begann mit der ursprünglich am 24. Dezember 1816jul. / 5. Januar 1817greg. in Bern geweihten Kreuzerhöhungskirche. Ursprünglich befand sich diese Hauskirche  bei der Residenz des Russischen Botschafters. Ab 1821 wurde die Kirche ins Schloss Reichenbach verlegt. Sie wurde regelmäßig von der Großfürstin Anna Fjodorowna besucht. Die Kirche in Bern existierte bis 1848, als sie aus politischen Gründen geschlossen und der Gemeindesitz nach Frankfurt am Main verlegt wurde.
Ein neuer Kirchsaal, der auch als  Kreuzerhöhungskirche bezeichnet wurde, wurde im November 1854 in Genf in einem profanen Gebäude, einem Mietshaus in der Rue des Eaux Vives, geweiht. Der Mietvertrag dieses Hauses lief im Jahr 1863 ab.

### Neue Kirche
Der Priester der kaiserlichen russischen Mission in der Schweiz, Erzpriester Afanassi Petrow, hatte die Idee, nunmehr ein neues Kirchengebäude der Russisch-Orthodoxen Kirche in Genf zu errichten und suchte nach Mitteln dafür.
1862 stellte der Kanton Genf das Grundstück für den Bau einer russischen Kirche zur Verfügung. Der Platz wurde der Russischen Mission in der Schweiz für die Dauer der Bebauung mit der russischen Kirche zur Verfügung gestellt. Im 15. Jahrhundert befand sich hier das Kloster des Heiligen Victor, dessen Prior François Bonivard war.
Der Grundstein wurde im September 1863 in Anwesenheit der Herzöge Sergei und Georg von Lichtenberg und des Prinzen Nikolaus von Oldenburg gelegt. Der Bauplan der Kirche stammte von Dawid Iwanowitsch Grimm, die Großfürstin Maria Nikolajewna nahm aktiv Anteil. Die Arbeiten wurden von Jean-Pierre Gilbo geleitet. Hauptverantwortlicher für den Bau war der Vorsteher der Genfer Hauskirche, Erzpriester Afanassi Petrow. Der Bau des Gebäudes und seine Ausstattung kosteten 280.000 Franken. Unter den Mäzenen waren Alexander II., Marija Alexandrowna, die Großfürsten Konstantin Nikolajewitsch, Michail Nikolajewitsch mit Olga Feodorowna, Elena Pawlowna und Maria Nikolajewna, Königin Olga Nikolajewna und Nikolai Maximilianowitsch, Herzog von Lichtenberg sowie der Metropolit von Kiew, Arseni.
Die Weihe der Kreuzerhöhungskirche fand am 14. Septemberjul. / 26. September 1866greg. am Fest der Erhebung des wahren und lebensspendenden Kreuzes des Herrn statt. Sie wurde vom Pariser Erzpriester Iosif Wassiljew, dem Genfer Erzpriester Afanasi Petrow, dem Nizzaer Erzpriester Wassili Prileschajew und dem Weimarer Priester Wladimir Ladinski gemeinsam durchgeführt.
In der Kirche heirateten M. A. Wrubel und N.I. Zabela; die erste Tochter Fjodor Michailowitsch Dostojewskis, Sophia (1868–1868), wurde dort getauft und auch ihr Begräbnis wurde dort begangen.
Am Ende des 19. Jahrhunderts wurde der Boden gefliest und die Kuppeln neu vergoldet. Im Jahr 1916 wurden alle drei Schiffe deutlich erweitert und über dem  Hauptbaukörper ein Glockenturm mit fünf Glocken, die in Aarau gegossen wurden, errichtet. Die Arbeiten kosteten 200.000 Franken. Die Weihe der renovierten Kirche fand am 12. Februarjul. / 25. Februar 1917greg. statt.
Im  20. Jahrhundert, nach der Oktoberrevolution ging die Kirche in die Zuständigkeit der Russisch-Orthodoxen Kirche im Ausland über. 1950 bekam die Kirche den Status einer Kathedrale des Vikarbischofs von Genf und 1963 wurde sie zur Kathedrale der Westeuropäischen Diözese (Eparchie).
1966 und in den 1980er Jahren wurde die Kathedrale renoviert.
Am 23. Januar 2016 wurde in der Kathedrale durch den Patriarch von Moskau und ganz Russland Kyrill I., den Metropolit von Kiew und der ganzen Ukraine Onufri, den Metropolit von Wolokolamsk Hilarion, dem Erzbischof von Genf und Westeuropa  Michail und dem Bischof von Solnetschnogorsk Sergi ein Gottesdienst gefeiert. Es war der erste Gottesdienst des Patriarchen in der Geschichte dieser Kathedrale.

## Architektur und Dekoration

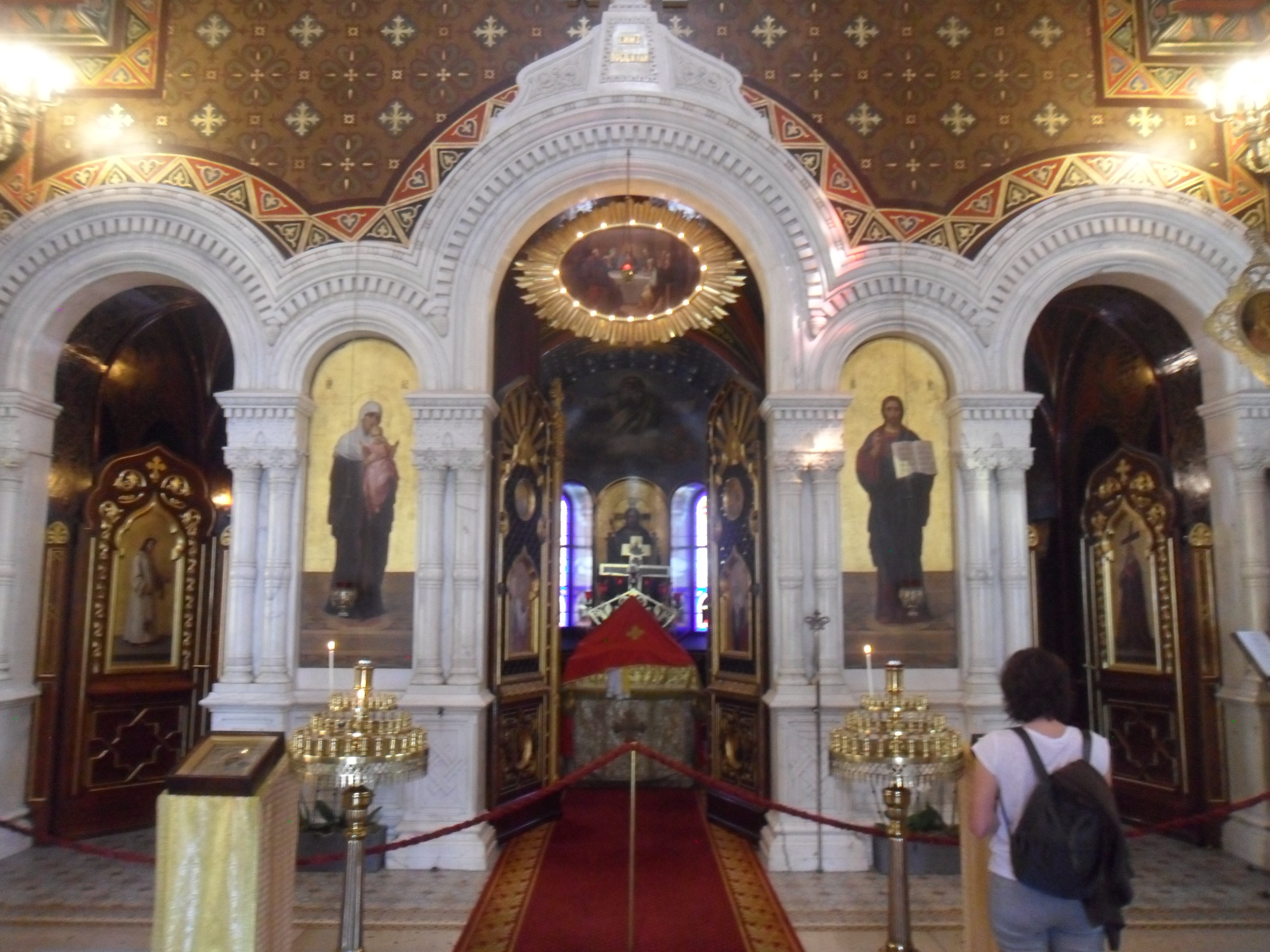

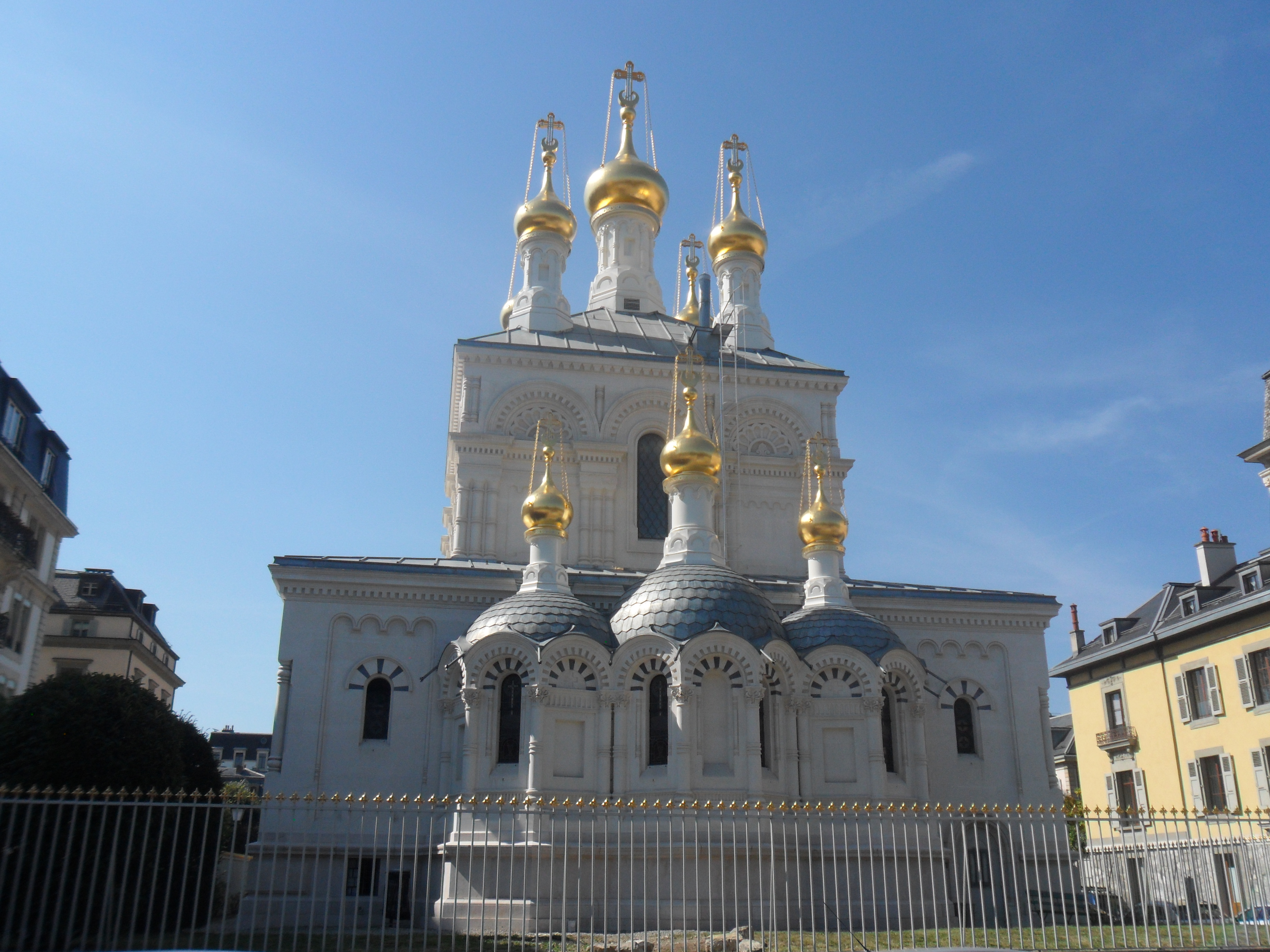
Apsis

Die Kathedrale steht auf einem der höchsten Plätze in Genf. Gebaut wurde sie im pseudorussischen Stil aus weißem Stein, der in den Schweizer Bergen abgebaut wird. Das Hauptviereck ist an den Wänden und Ecken mit Balken von Säulen und Kokoshniki dekoriert, mit einem gezackten Gesims abgeschlossen. Gekrönt ist sie von fünf vergoldeten Kuppeln. Der Grundriss der Kathedrale ist kreuzförmig. Im Osten des Hauptvierecks, wo sich der Altar befindet, steht eine dreiteilige Apsis, die mit drei Türmchen, jedes mit vergoldeter Kuppel, bekrönt ist.
An den Wänden der Nord- und Südseite befinden sich grauen Marmorkreuz mit einer Höhe von jeweils 1,4 Metern. Auf der Westseite gibt es eine Vorhalle, gebildet aus überdachten Arkaden mit je sechs Säulen, über der sich der Glockenturm, gekrönt von der vergoldeten Kuppel, erhebt. Über den Eingangstüren sind im Halbkreis die Heiligen Fürsten Wladimir und Olga dargestellt; im nördlichen Teil, über der Tür, die unter die Kirche führt, ist der Heilige Alexander Newski, auf der Südseite der Heilige Sergius von Radonesch dargestellt.
Das Innere der Kathedrale ist durch sechs massive Säulen unterteilt, die aus Bündeln von miteinander verbundenen Säulen in drei Teilen bestehen. Die Malerei der Kirche stammt von dem Künstler Giuseppe Benzoni. Die Wände der Kirche sind im byzantinischen Stil mit Pflanzenornamenten, geometrischen Figuren und dem Monogramm Christi «XP» geschmückt. Die inneren Gewölbe sind mit himmelblauer Farbe bemalt und mit vergoldeten Sternen bedeckt. In der Hauptkuppel befindet sich das Bild des Erlösers auf einem goldenen Hintergrund, umgeben von Seraphim; unten, als Fries, die Gesichter der Evangelisten. Die Bilder wurden von Giacomo Donati gemalt. In den Glasfenstern der oberen und unteren Fensterreihen sind Kreuze in Kreisen dargestellt.
Der Altar ist in drei Teile unterteilt: der eigentliche Altar, der Diakon (entspricht ungefähr der Sakristei) rechts, der Platz für den Altar links. Die Wände des Altars sind mit kleinen Goldenen kreuzen in Kreisen in dunkelgrüner Farbe bemalt. Auf den Glasfenstern sind die Kreuze aus den Sternen auf den Wolken abgebildet, unter denen steht: «SIM», unter dieser Unterschrift – der Kelch in der Ausstrahlung. Im Altar befindet sich eine Ikone des Betenden Erlösers. Hinter dem Altar befindet sich die Treppe unter der Kirche.
Die Ikonostase wurde aus weißem Carrara-Marmor ausgeführt, entworfen von dem Bildhauer B. Genneberger. Die Ikonen in der Ikonostase sind vom Künstler L. Rubio sowie N. A. Koshelev gemalt. Die königliche Pforte sowie Nord- und Südtüren sind aus Zypressenholz hergestellt, auf der südlichen Tür befindet sich eine Ikone der Heiligen Helena mit einem Kreuz. Rechts davon befindet sich die Ikone der Jungfrau mit Christus, eine Gabe der Athos-Einsiedelei des Heiligen Andreas.
In der Vorhalle befindet sich eine Marmorplatte zur Erinnerung an die Einweihung der Kathedrale im Jahre 1866. In der rechten Vorhalle befindet sich die Grabstätte des Genfer Bischofs Leonti (1914–1956) und des Erzbischofs von Genf und der westeuropäischen Diözese, Antoni (1910–1993).